# 8P/Tuttle
8P/Tuttle – kometa krótkookresowa, należąca do rodziny Jowisza, uznawana także za obiekt NEO.

## Odkrycie i nazwa
Kometę tę odkrył francuski astronom Pierre Méchain 9 stycznia 1790 roku. Widziało ją też kilku innych obserwatorów, ponieważ jednak okres widoczności komety był krótki (około 3 tygodnie) nie udało się ustalić periodyczności komety. Ponownie kometę odkrył amerykański astronom Horace Parnell Tuttle 5 stycznia 1858 roku podczas jednego z późniejszych jej powrotów w pobliże Słońca. Stąd zasadniczo ma ona dwóch odkrywców, ale nazwa jej pochodzi od drugiego. Na podstawie trzech pozycji komety ze stycznia Tuttle błędnie obliczył, że ma ona orbitę paraboliczną, choć zauważył podobieństwo do orbity komety z 1790 roku i wysunął przypuszczenie, że może to być ten sam obiekt. Jako pierwszy eliptyczność orbity tej komety wykazał James Craig Watson na podstawie trzech pozycji ze stycznia i lutego 1858 roku.

## Orbita komety
Orbita komety 8P/Tuttle ma kształt elipsy o mimośrodzie 0,82. Jej peryhelium znajduje się w odległości 1,03 j.a., aphelium zaś 10,37 j.a. od Słońca. Jej okres obiegu wokół Słońca wynosi 13,61 roku, nachylenie do ekliptyki to ok. 54,98˚.

## Właściwości fizyczne
Jest to stosunkowo mało aktywna kometa o krótkim czasie obiegu, zaliczana do rodziny Saturna. Osiąga zazwyczaj względną jasność 7-8m, choć w 1980 roku świeciła 6,5m. 8P/Tuttle jest źródłem roju meteorów zwanego Ursydami.
W końcu roku 2007 kometa stała się widoczna gołym okiem, osiągając jasność ok. 5-6m. Na początku stycznia 2008 znalazła się najbliżej Ziemi – w odległości poniżej 40 milionów kilometrów, dzięki czemu można dokładniej zbadać jej jądro. Badania przeprowadzone przez radioteleskop Arecibo wykazały, że jądro komety ma podwójną naturę – składa się z dwóch stykających się płatów o średnicy 5,6 oraz 4,4 km rotujących wokół siebie w czasie 11,4 godzin.